# DX歌舞伎町
DX歌舞伎町（ディーエックスかぶきちょう）は、かつて東京都新宿区歌舞伎町にあったストリップ劇場。

## 歴史
1980年に開業し、2019年6月30日に閉館した。

## 興行内容
興行内容は多彩を極め、一般興行（出演者はAV女優を含めたプロの踊子中心）・SM興行・レズビアン興行・ホモセクシャル興行・素人興行等である。特筆すべきは素人興行であり、ストリップ業界において素人旋風を巻き起こした劇場でもある。

## 所属ストリッパー
- 白雪恋叶
- 浜咲ルカ
- ひなぎく
- 水姫真名
- 持田那有

（2007年1月1日現在：五十音順）

## 系列
- DX東寺劇場（京都市）
- 新星DX伏見劇場（京都市）- 現在は閉館